# Izotopi azota
Prirodni azot (7N) se sastoji od dva stabilna izotopa: velika većina (99,6%) prirodnog azota je azot-14, dok je ostatak azot-15. Poznato je i trinaest radioizotopa, sa atomskim masama u rasponu od 9 do 23, zajedno sa tri nuklearna izomera. Svi ovi radioizotopi su kratkog veka, a najdugovečniji je azot-13 sa vremenom poluraspada od 9,965(4) min. Svi ostali imaju vreme poluraspada ispod 7,15 sekundi, a većina njih je ispod 620 milisekundi. Većina izotopa sa atomskim masenim brojem ispod 14 raspada se na izotope ugljenika, dok se većina izotopa sa masama iznad 15 raspada na izotope kiseonika. Najkraće živeći poznati izotop je azot-10, sa poluživotom od 143(36) joktosekundе, iako poluživot azota-9 nije tačno izmeren.